# Terhathum (dystrykt)

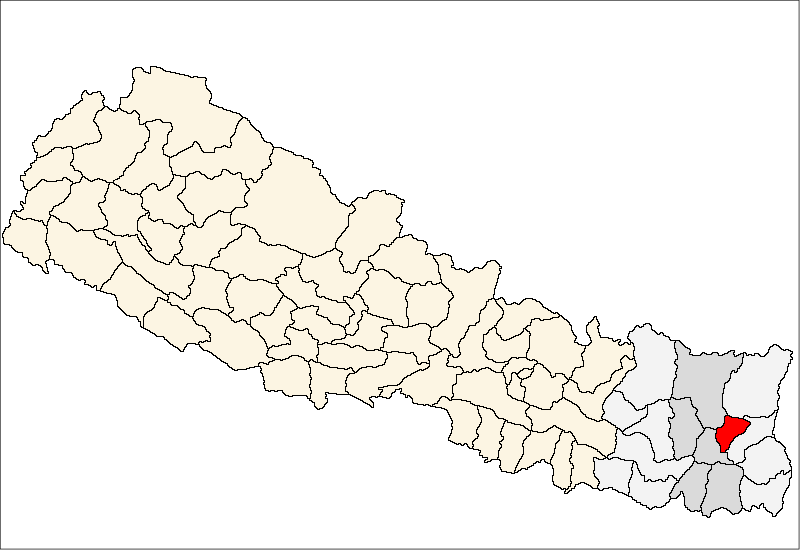
Dystrykt Terhathum

Dystrykt Terhathum (nep. तेरथुम) – jeden z siedemdziesięciu pięciu dystryktów Nepalu. Leży w strefie Kośi. Dystrykt ten zajmuje powierzchnię 679 km², w 2011 r. zamieszkiwało go 101 577 ludzi. Stolicą jest Myanglung.